# Dicliptera gillilandiorum
Dicliptera gillilandiorum är en akantusväxtart som först beskrevs av K.Balkwill, och fick sitt nu gällande namn av I.Darbysh.. Dicliptera gillilandiorum ingår i släktet Dicliptera och familjen akantusväxter. Inga underarter finns listade i Catalogue of Life.